# Amphiprion rubrocinctus
Amphiprion rubrocinctus és una espècie de peix de la família dels pomacèntrids i de l'ordre dels perciformes.

## Morfologia
- Els mascles poden assolir 12 cm de llargària total.[3][4]

## Hàbitat
Viu en zones de clima subtropical (10°S-40°S), associat als esculls de corall, a 1-8 m de fondària i en simbiosi amb les anemones Entacmaea quadricolor (normalment) i Stichodactyla gigantea.

## Distribució geogràfica
Es troba a Austràlia: Austràlia Occidental i el Territori del Nord.

## Observacions
Es pot criar en captivitat.